# 夢十話 (薬師丸ひろ子のアルバム)
『夢十話』（ゆめじゅうわ）は、1985年8月8日にリリースされた薬師丸ひろ子の2作目のスタジオ・アルバム。発売元はEASTWORLD / 東芝EMI。商品コードは、LP:WTP-90346、CT:ZH28-1551、CD:CA32-1153。

## 概要
1985年8月にリリースされた2作目のオリジナル・アルバム。全10曲を収録。ファースト・アルバム『古今集』に続き、このアルバムも漢字3文字シリーズの1枚である。
このアルバムでは、曲を夢の話になぞらえ、夢一話「天に星. 地に花.」〜 夢十話「バンブー・ボート」と表現している。
映画『Wの悲劇』のクランクアップ時、薬師丸は女優を辞めるけれど、東芝EMIのディレクター鈴木孝夫との約束を守るため、本作の製作には意欲的だった。作詞は松本隆、阿久悠、売野雅勇、竹内まりや、吉田美奈子らに依頼された。しかし、シンガーソングライターの竹内や吉田も歌詞のみの提供（作曲は別の人物）というコンセプト・アルバムとなっている。
歌手生活30周年を記念したベスト・アルバム『歌物語』には、本作から「天に星. 地に花.」と「バンブー・ボート」の2曲が収録されている。
オリコンチャートの最高順位は週間2位（LP・CTチャート共通）、LPチャートの登場週数は15週、累計19.5万枚のセールスを記録。CTチャートの登場週数は16週、累計10.7万本。LP・CT合算のセールスは30.2万枚となっている。
1997年11月19日と、2008年8月27日には紙ジャケット仕様、2014年2月5日には、ユニバーサルミュージック（USMジャパン）より高音質SHM-CD仕様で再発売された。規格品番はTYCN-80016。

## 収録曲

### LP / CT
| #  | タイトル                       | 作詞       | 作曲     | 編曲     | 時間 |
| -- | ------------------------------ | ---------- | -------- | -------- | ---- |
| 1. | 「天に星. 地に花.」            | 松本隆     | 筒美京平 | 新川博   | 3:05 |
| 2. | 「スマッシュ・ボーイの微笑み」 | 阿久悠     | 鈴木康博 | 川村栄二 | 4:34 |
| 3. | 「冷たくされたい」             | 売野雅勇   | 林哲司   | 鷺巣詩郎 | 4:12 |
| 4. | 「過去からの手紙」             | 竹内まりや | 井上大輔 | 武部聡志 | 4:37 |
| 5. | 「千年の孤独」                 | 売野雅勇   | 林哲司   | 鷺巣詩郎 | 4:09 |

| #  | タイトル                              | 作詞       | 作曲       | 編曲     | 時間 |
| -- | ------------------------------------- | ---------- | ---------- | -------- | ---- |
| 1. | 「WELCOME BACK TO MY HEART」          | 竹内まりや | 井上大輔   | 武部聡志 | 3:49 |
| 2. | 「ある日印象派」                      | 阿久悠     | 鈴木康博   | 川村栄二 | 4:12 |
| 3. | 「クリスマス・アベニュー」            | 吉田美奈子 | 来生たかお | 椎名和夫 | 4:08 |
| 4. | 「水の中のイエスタデイ 〜再会物語〜」 | 売野雅勇   | 宮川泰     | 大村雅朗 | 4:12 |
| 5. | 「バンブー・ボート」                  | 吉田美奈子 | 来生たかお | 椎名和夫 | 3:57 |

### CD
| #         | タイトル                              | 作詞       | 作曲       | 編曲      | 時間  |
| --------- | ------------------------------------- | ---------- | ---------- | --------- | ----- |
| 1.        | 「天に星. 地に花.」                   | 松本隆     | 筒美京平   | 新川博    | 3:05  |
| 2.        | 「スマッシュ・ボーイの微笑み」        | 阿久悠     | 鈴木康博   | 川村栄二  | 4:34  |
| 3.        | 「冷たくされたい」                    | 売野雅勇   | 林哲司     | 鷺巣詩郎  | 4:12  |
| 4.        | 「過去からの手紙」                    | 竹内まりや | 井上大輔   | 武部聡志  | 4:37  |
| 5.        | 「千年の孤独」                        | 売野雅勇   | 林哲司     | 鷺巣詩郎  | 4:09  |
| 6.        | 「WELCOME BACK TO MY HEART」          | 竹内まりや | 井上大輔   | 武部聡志  | 3:49  |
| 7.        | 「ある日印象派」                      | 阿久悠     | 鈴木康博   | 川村栄二  | 4:12  |
| 8.        | 「クリスマス・アベニュー」            | 吉田美奈子 | 来生たかお | 椎名和夫  | 4:08  |
| 9.        | 「水の中のイエスタデイ 〜再会物語〜」 | 売野雅勇   | 宮川泰     | 大村雅朗  | 4:15  |
| 10.       | 「バンブー・ボート」                  | 吉田美奈子 | 来生たかお | 椎名和夫  | 3:57  |
| 合計時間: | 合計時間:                             | 合計時間:  | 合計時間:  | 合計時間: | 40:58 |